# Philoscia dongarrensis
Philoscia dongarrensis är en kräftdjursart som beskrevs av Wahrberg1922. Philoscia dongarrensis ingår i släktet Philoscia och familjen Philosciidae. Inga underarter finns listade i Catalogue of Life.